# Emiliano Bustos León
Emiliano Bustos León (Cauquenes, 22 de octubre de 1886-Santiago, 1947) fue un funcionario y político chileno, miembro del Partido Radical (PR). Se desempeñó como ministro de Fomento de su país, durante el primer gobierno del presidente Carlos Ibáñez del Campo entre 1929 y 1930. Posteriormente, desde 1937 hasta 1941, ejerció como diputado de la República en representación de la 13.ª Agrupación Departamental (Constitución, Cauquenes y Chanco).

## Familia y estudios
Nació en la comuna chilena de Cauquenes el 22 de octubre de 1886, hijo de Pedro Tomás Bustos Gutiérrez y Clarisa León Bravo. Su hermano Jorge, de profesión ingeniero, fue diputado por Valdivia, La Unión y Osorno; durante dos periodos consecutivos entre 1941 y 1949. Realizó sus estudios primarios y secundarios en el Liceo de Talca. Continuó los superiores en la Escuela de Leyes de la Universidad de Chile, sin titularse.
Se casó con Eugenia Valdovinos del Campo, con quien tuvo cuatro hijos.

## Carrera pública
Se incorporó a la administración pública en 1906, siendo inspector general de Tierras y Colonización del Ministerio homónimo. Luego, pasó al Ministerio de Relaciones Exteriores, donde llegó a ocupar el cargo de subsecretario en calidad de interino.
A continuación, en 1916, fue nombrado por el presidente Juan Luis Sanfuentes como cónsul en Bremen, Alemania; manteniéndose como agregado a la Legación Alemana en Berlín, hasta 1920. Al año siguiente, fue designado por el presidente Arturo Alessandri como gobernador del Departamento de Arica, ejerciendo el puesto hasta 1925, año en que pasó a servir como intendente de la provincia de Tarapacá —mantenido en el cargo por el presidente Emiliano Figueroa Larraín— hasta 1927. Seguidamente, a contar de esa fecha el presidente Carlos Ibáñez del Campo lo nombró como intendente de la provincia de Cautín, fungiendo como tal hasta 1928.
El 24 de agosto de 1929, fue nombrado por Ibáñez del Campo como titular del Ministerio de Fomento, función que dejó el 23 de julio de 1930. De manera simultánea, se desempeñó como director de la Caja de Colonización Agrícola, hasta el final del gobierno en julio de 1931. Al mes después de ese año, se retiró de la administración pública.
Posteriormente, volvió a figurar en el ámbito público, al postular en las elecciones parlamentarias de 1937 en representación del Partido Radical (PR) como diputado por la 13.° Agrupación Departamental de Constitución, Cauquenes y Chanco, resultando electo por el período legislativo 1937-1941. En su gestión, integró la Comisión permanente de Vías y Obras Públicas y actuó como diputado reemplazante en la Comisión Permanente de Agricultura y Colonización.
Entre otras actividades, fue socio del Club de La Unión. Fue condecorado con el grado de comendador de la Orden de la Corona de Italia. Falleció en Santiago de Chile en 1947.